# قشلاق أورتاداغ حاجي أباد (مقاطعة بيله سوار)
قشلاق أورتاداغ حاجي أباد (بالفارسية: قشلاق اورتاداغ حاجی عباد) هي منطقة سكنية تقع في إيران في أردبيل. يقدر عدد سكانها بـ 16 نسمة .